# Флора (Міссісіпі)
Флора (англ. Flora) — місто (англ. town) в США, в окрузі Медісон штату Міссісіпі. Населення — 1647 осіб (2020).

## Географія
Флора розташована за координатами 32°32′39″ пн. ш. 90°18′49″ зх. д. / 32.54417° пн. ш. 90.31361° зх. д. (32.544055, -90.313715).  За даними Бюро перепису населення США в 2010 році місто мало площу 7,93 км², з яких 7,83 км² — суходіл та 0,10 км² — водойми. В 2017 році площа становила 8,66 км², з яких 8,56 км² — суходіл та 0,10 км² — водойми.

## Демографія
Згідно з переписом 2010 року, у місті мешкало 1886 осіб у 651 домогосподарстві у складі 503 родин. Густота населення становила 238 осіб/км².  Було 691 помешкання (87/км²).
Расовий склад населення:
| - 51,2 % — чорних або афроамериканців - 46,8 % — білих - 0,1 % — корінних американців - 0,1 % — азіатів - 1,4 % — осіб інших рас |

До двох чи більше рас належало 0,4 %. Частка іспаномовних становила 3,6 % від усіх жителів.
За віковим діапазоном населення розподілялося таким чином: 33,8 % — особи молодші 18 років, 55,8 % — особи у віці 18—64 років, 10,4 % — особи у віці 65 років та старші. Медіана віку мешканця становила 30,8 року. На 100 осіб жіночої статі у місті припадало 86,9 чоловіків;  на 100 жінок у віці від 18 років та старших — 77,2 чоловіків також старших 18 років.
Середній дохід на одне домашнє господарство  становив 46 355 доларів США (медіана — 30 164), а середній дохід на одну сім'ю — 50 196 доларів (медіана — 32 197). За межею бідності перебувало 44,7 % осіб, у тому числі 61,7 % дітей у віці до 18 років та 14,2 % осіб у віці 65 років та старших.
Цивільне працевлаштоване населення становило 591 осіб. Основні галузі зайнятості: освіта, охорона здоров'я та соціальна допомога — 21,5 %, мистецтво, розваги та відпочинок — 14,4 %, публічна адміністрація — 11,3 %, виробництво — 9,1 %.